# (15837) Mariovalori
(15837) Mariovalori ist ein Asteroid des Hauptgürtels, der am 25. Februar 1995 von der italienischen Astronomin Maura Tombelli am Observatorium des Osservatorio Astrofisico di Asiago auf dem Gipfel „Cima Ekar“ (Sternwarten-Code 098) entdeckt wurde.
Der Asteroid gehört zur Themis-Familie, einer Gruppe von Asteroiden, die nach (24) Themis benannt wurde.
Benannt wurde er am 9. März 2001 zu Ehren des italienischen Amateurastronomen Mario Valori (1930–2000), einem Mitglied der Montelupo Gruppe.